# Facultatea de Educație Fizică și Sport a Universității „Alexandru Ioan Cuza” din Iași
Facultatea de Educație Fizică și Sport din Iași este o facultate care face parte din cadrul Universității „Alexandru Ioan Cuza” din Iași.

## Legături externe
- Site web
- Facultatea de Educație Fizică și Sport a Universității „Alexandru Ioan Cuza” din Iași pe Facebook